# 第十九代索美塞特公爵約翰·西摩
第十九代索美塞特公爵約翰·邁克爾·愛德華·西摩 FRICS DL（1952年12月30日—）是一名英國貴族、上議院俗職議員，並在威爾特郡和德文郡擁有土地。他在1954年直到父親於1984年逝世前，則使用「西摩勳爵」作為頭銜。

## 生平

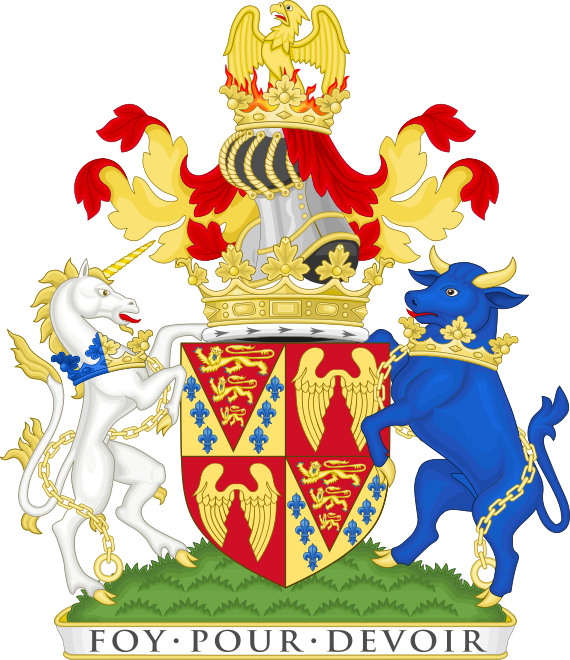
索美塞特公爵紋章。

約翰·西摩曾先後就讀於霍特里預備學校及伊頓公學，並取得了特許測量師資格。1984年，其父第十八代索美塞特公爵珀西·西摩逝世，約翰·西摩隨之承襲爵位，為第十九代索美塞特公爵。
在《1999年上議院法令》於1999年生效後，索美塞特公爵失去了在上議院的世襲貴族席位，但其後於2014年12月上議院補選重新獲選為上議院中立議員。他在1993年與2003年分別獲任命為威爾特郡和德文郡的副郡尉。
公爵目前以位於威爾特郡的布拉德利莊園作為主要辦公及居住場所，同時也在德文郡擁有貝利波默羅伊城堡。
公爵與公爵夫人是夏洛特女王舞會的主辦者兼贊助人。
2015年，他因計劃在德文郡托特尼斯的祖傳土地上建造房屋而捲入風波；該處土地的通行權於2022年再次引起爭議。

## 家庭
索美塞特公爵約翰·西摩是第十八代索美塞特公爵珀西·西摩和公爵夫人簡·托馬斯（2005年逝世）的長子。他的祖母伊迪絲·瑪麗·帕克（Edith Mary Parker）是加拿大聯邦之父之一威廉·斯蒂維斯的外孫女。
他在1978年5月20日在梅登布拉德利諸聖堂與約翰·福里奧特·赫爾（John Folliott Hull）的女兒朱迪思-羅斯·赫爾（Judith-Rose Hull）結婚。公爵與公爵夫人育有四個子女：
- 西摩勳爵塞巴斯蒂安·愛德華·西摩（1982年2月3日－）：2006年8月27日與阿萊特·瑪麗·萊昂廷（Arlette Marie Léontine）結婚，2011年離婚[10]
- 索菲亞·西摩女勳爵（1987年－）
- 亨利埃塔·西摩女勳爵（1989年－）
- 查爾斯·西摩勳爵（1992年－）[11]